# Vernonia
Vernonia (укр. Вернонія) — рід квіткових рослин з родини айстрових.

## Опис

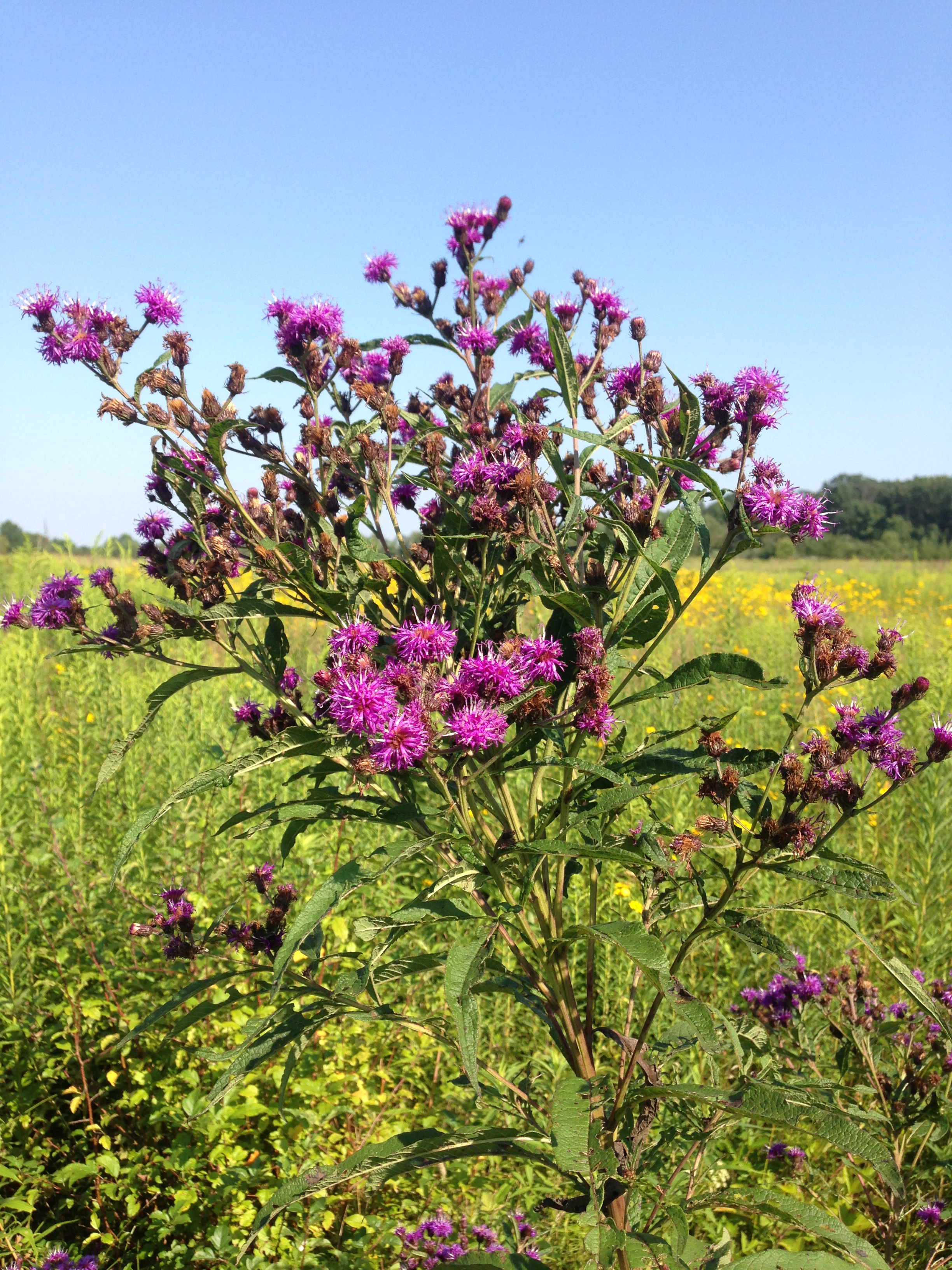
Vernonia noveboracensis

Трави, кущі або дерева, іноді ліани; волосяний покрив із простих або Т-подібних волосків і сидячих кулястих залоз. Листки чергові, рідше супротивні, черешкові або малорозсічені, часто слабо окреслені, по краю цілісні, пилчасті або зубчасті, перисто-жилкуваті. Суцвіття кінцеве або пазушне, волотисте, щільно скупчене до пухкої щиткоподібної форми, іноді щитоподібне, китицеподібне або зменшене до одиночної головки. Обгортка від чашоподібної до вузькоциліндричної; філярії складчасті, до 6-рядних, часто з нерівними краями, верхівка тупа, загострена або загострена в шипоподібний або ниткоподібний кінчик, зовнішні філлярії коротші, внутрішні іноді кадукові. Квітколоже плоске, ареолярне, голе або іноді коротко опушене. Квіточки (1-)3-100+; віночок рожевий, багряний, рідше білий, вузькотрубчастий, часто залозистий, з колокольчатим або колокольчасто-лійчастим відгином; часток 5. Пильовики стрижені, туповушкоподібні. Опорні гілки шилоподібні, опушені. Сім'янки циліндричні або оберненоконічні, здебільшого з (7-)10 чітко вираженими ребрами, рідше 4-5-ребристими або кутовими, рідше кульчастими, зазвичай залозистими між ребрами, голі або коротко опушені, верхівка зрізана, часто мозолисті біля основи. Папус зазвичай подвійний, зовнішній — з коротких щетинок або вузьких лусочок, зрідка відсутній, внутрішній — з багатьох чешуйчасто-вусико-перистих щетинок, опадаючих або стійких, часто забарвлених.

## Поширення
Представники роду зустрічаються в тропічній Азії і Африці, Північній і Південній Америці; 31 вид (вісім ендемічних, один інтродукований) у Китаї.

## Використання

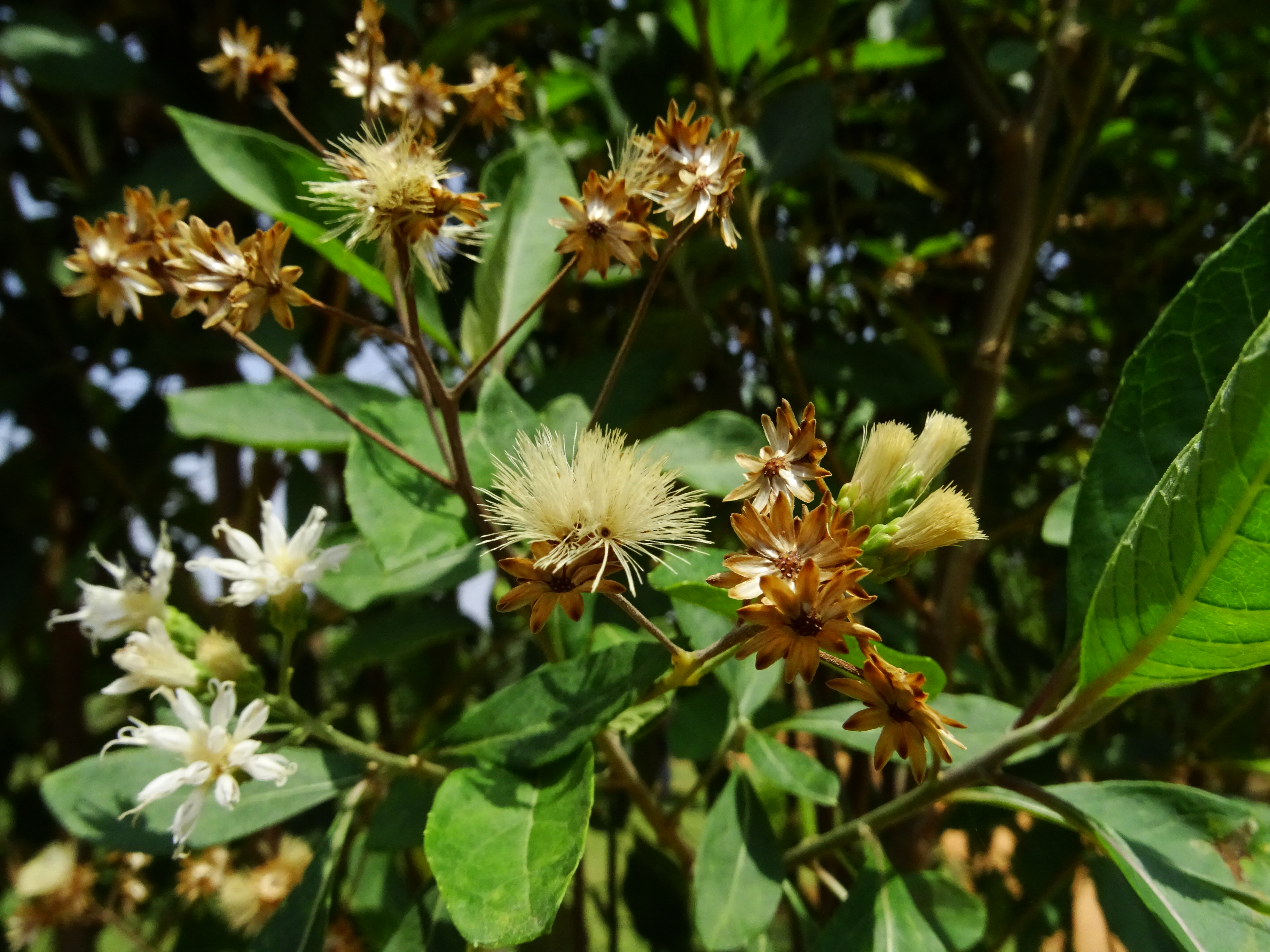
Vernonia amygdalina

У Нігерії та Камеруні представники роду Vernonia, зокрема Vernonia amygdalina, Vernonia hymenolepis і Vernonia calvoana вирощуються на полікультурах та присадибних ділянках. З листя готують страву камерунської кухні «ндоле». Листя промивають для зменшення гіркоти, після чого сушать і використовують для приготування м'ясних страв. У Нігерії листя також використовують замість хмелю для приготування пива. У Нігерії гілочки та палички цієї рослини використовують як жувальну паличку для гігієни зубів, а стебла використовують для мила в Уганді.

## Систематика
Робінсон запропонував відокремлення багатьох менших родів від Vernonia. Більшість його сегрегатів може бути досить важко відмежувати, а розміщення окремих видів не завжди легке; тому рід продовжує використовуватися переважно в його старому, дуже широкому значенні.

## Види
За даними спільного енциклопедичний інтернет-проєкт із систематики сучасних рослин Королівських ботанічних садів у К'ю і Міссурійського ботанічного саду «The Plant List» рід містить 671 прийнятий вид (докладніше див. список видів роду Vernonia.